# Naboer
|  | Denne artikel er oprettet af botten PalnaBot ud fra en ekstern database. Den kan derfor have sproglige fejl eller mangler. Denne skabelon kan fjernes efter kontrol af indholdet. |

Naboer er en animationsfilm instrueret af Morten Thorning, Kristian Paludan efter manuskript af Kristian Paludan.

## Handling
Tegnefilm. En fortælling om to familier, der lever fedt og godt i et stort, frodigt træ. De producerer på livet løs og lægger vægt på, at børnene får de rigtige og fine vaner. Og de lever fedt af en arbejdskraft, som udgøres af magre og sultne arbejdere, der får træet til at gro. Men familierne begynder at bekæmpe hinanden, produktionen sviner, og det hele bryder ud i regulær kamp. Børnene ' drengen fra den ene og pigen fra den anden familie ' forelsker sig i hinanden og flygter sammen ned til de undertrykte. En allegori om den jord, vi er fælles om. Til undervisning.